# Red Bull
Red Bull és una beguda energètica venuda per la companyia austríaca Red Bull GmbH, creada el 1987 per l'emprenedor austríac Dietrich Mateschitz. En termes de quotes de mercat, Red Bull és la beguda energètica més popular del món, amb 3 bilions de llaunes venudes cada any. Dietrich Mateschitz es va inspirar en una beguda ja existent anomenada Krating Daeng, que va descobrir a Tailàndia. Va agafar aquesta idea, i per adaptar el gust als occidentals, va modificar els ingredients, i va fundar la companyia austríaca Red Bull GmbH juntament amb Chaleo Yoovidhya. Chaleo Yoovidhya va inventar la beguda energètica tailandesa Krating Daeng; en tailandès daeng és vermell, i krating és el boví gaur de color marró vermellós, un animal lleugerament més gran que el bisó. Red Bull es ven en una llauna alta i prima de color blau-platejat. Krating Daeng es ven a Tailàndia i en algunes parts d'Àsia en una llauna ampla daurada amb el nom de Krating Daeng o Red Bull Classic. Els dos productes es venen separadament.
El seu eslògan és "Red Bull et dona ales" (en anglès "Red Bull gives you wings") i el producte es patrocina a través de la publicitat, patrocini de competicions (Red Bull Air Race, Red Bull Crashed Ice), propietats d'equips esportius (Red Bull Racing, Scuderia Toro Rosso, EC Red Bull Salzburg, FC Red Bull Salzburg, Red Bull New York, RB Leipzig, Red Bull Brasil), endorsement de celebritats, i amb la seva discogràfica, Red Bull Records, música. El 2009 es va descobrir que la Red Bull Cola exportada d'Àustria contenia petites quantitats de cocaïna. Red Bull també ha estat criticada pels possibles riscs de salut associats amb la beguda.

## La beguda
Red Bull Energy Drink és una beguda carbonatada que conté principalment aigua, sucre (sacarina, glucosa), taurina, glucuronolactona i cafeïna, i també diferents vitamines (niacina, àcid pantotènic, B6 i B12). Segons el fabricant, la beguda té un efecte revitalitzador i desintoxicant i també propietats que incrementen les capacitats físiques i potencia la velocitat mental.
Es tracta d'una beguda funcional que ha estat pensada per gent que fa força esport (futbol, bàsquet, hoquei...). Així i tot, molts dels seus consumidors acostumen a beure'l barrejat amb begudes alcohòliques atrets simplement pel seu gust.
Tal com recomana la normativa europea, a les llaunes de Red Bull es pot llegir clarament "contingut elevat en cafeïna (32 mg/100 ml)". Dit d'una altra manera, el consum d'aquest producte ha de ser moderat.
S'aconsella que els menors de 10 anys no en consumeixin.

## Esdeveniments
- Red Bull Batalla de los Gallos
- Red Bull Rampage
- Red Bull Road Rage
- Red Bull Crashed Ice
- Red Bull X-Fighters
- Red Bull Air Race World Championship
- Red Bull Flugtag
- Red Bull Paperwings
- Red Bull Art of Motion
- Red Bull BC One